# 五步哭山
五步哭山位於新竹市東區金山里東南角與新竹縣寶山鄉交界處，海拔187公尺，為新竹市最高峰。立有一座於電線桿旁的聯勤三等三角點陸補178號，山頂上設有一座GPS三角點，可鳥瞰金山面與新竹科學工業園區一景；曾是甲午戰後客家人於此抗日之古戰場。

## 命名由來
五步哭山名稱的由來，為當時甲午戰後抗日有關。起因於1895年（光緒二十一年）甲午戰爭割台後，日本登陸攻打新竹城時，該區域為客家人於此抗日之古戰場；當時雙方血戰一、二個月之久，戰況慘烈且死傷慘重，遍地哀嚎，步步血淚，因而名之。